# ジョン・B・チョッパー
ジョンB（ジョンビー、1967年11月4日 - ）は、大阪府吹田市出身のベーシスト。現在はロックバンドのウルフルズのメンバー。
本名の黒田 利博（くろだ としひろ）で文筆活動も行っている。かつてはブラック田ヨンピル（ブラックだヨンピル）という芸名で活動していたことがあり、『うたばん』に出演した際にネタにされていた。メンバーからは「黒田」と呼ばれている。1988年のウルフルズ結成時よりベーシストを務めた。
1999年、目指す音楽性の違いを理由にウルフルズを脱退、文筆活動を行うことを宣言。2002年にウルフルズのライブにゲスト出演、翌2003年には正式にメンバーとして復帰した。
ウルフルズ活動休止後、「チョッパー」の名を封印した新プロジェクト「ジョンB&ザ・ドーナッツ!」を立ち上げ音楽活動を続けている。
2011年8月、KAN、菅原龍平、ヨースケ@HOMEと共にバンド「Cabrells」（カブレルズ）を結成。

## エピソード
前名の「ブラック田ヨンピル」は、黒田の黒を単純に英語読みさせ、芸名を考えていた際に見ていたNHK紅白歌合戦でたまたまチョー・ヨンピルが歌っていたという、単純な名前である。また現在の「ジョン」は、飼っていた犬の名前である。
ミドルネームの「B」は「Black」の「B」。これは「黒田」から来ている。
2003年に発表されたウルフルズのシングル「ええねん」の歌詞は、彼の復帰を祝うトータス松本の思いが込められている。
独特の言葉のセンスと自身が醸し出す雰囲気が良い具合に交じり合って「しりとり歌人戦」（2004年12月17日放送）で優勝。「芸能界しりとり竜王戦SP」（2004年12月27日放送）でも「デリカシーのかけらもない言葉」をテーマに「手品やってよ」という名回答を繰り出し、審査員の高得点と特別審査員の松本人志の絶賛を得た。

## ディスコグラフィ

### シングル
Cabrells
- Chu Chu Chu （2011年10月26日、UP-FRONT WORKS）

### アルバム
ジョン・B＆ザ・ドーナッツ!
- DONUTS!（2011年5月11日、TAISUKE RECORDS）
- Nya-!（2013年7月24日、qbism）

## 著作
- 『風に吹かれている場合じゃない』ISBN 4872337654
- 『さよなら、今日の僕』ISBN 4887591586
- 『青春というのなら』ISBN 4835617428